# Гунтамунд

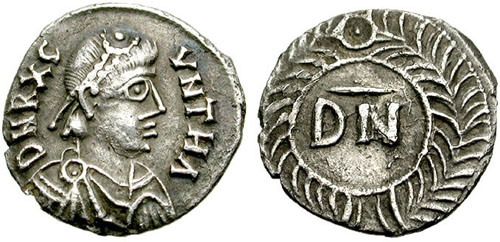
Монета, карбована королем Гунтамундом

Гунтаму́нд (ванд. Gunthamund, лат. Gunthamundus) — король вандалів і аланів, який стояв на чолі Африканського королівства у 484—496 роках. Небіж Хунеріха, онук Гейзеріха.
Гунтамунд послабив тиск на православну церкву, повернув з заслання карфагенського єпископа Євгена, дозволив будівництво православних монастирів, яких за його правління з'явилося більше, аніж за часів обох його попередників. Король залишався аріанином, проте, на відміну від діда та дядька, вочевидь не вбачав в православних змовників чи агентів імперії.
Гунтамунд приязно ставився до митців і письменників, що сповідували римські культурні канони, хоча й вимагав від них лояльності — поета Драконція, скажімо, ув'язнили лише за натяк на іноземного володаря в одному з його віршів.
Водночас Гунтамунд посварився з сусідами. Насамперед — з остготським королем Теодоріхом Великим. Той відібрав у вандалів останні їхні володіння у Сицилії та припинив сплачувати данину, колись обіцяну Гейзеріху. Погіршилися стосунки й з берберськими племенами, які мешкали на півдні вандальської держави. Тепер вони почували себе настільки самостійними, що почали одну за одною відбирати південні області королівства. І час від час здійснювали розбійницькі наскоки на північ — перед якими міста, позбавлені Гейзеріхом оборонних мурів, були майже беззахисними.